# Etuéboué
Etuéboué è una città e sottoprefettura della Costa d'Avorio appartenente al  dipartimento di Adiaké. Conta una popolazione di 22 569 abitanti (censimento 2014).